# Ines Lutz

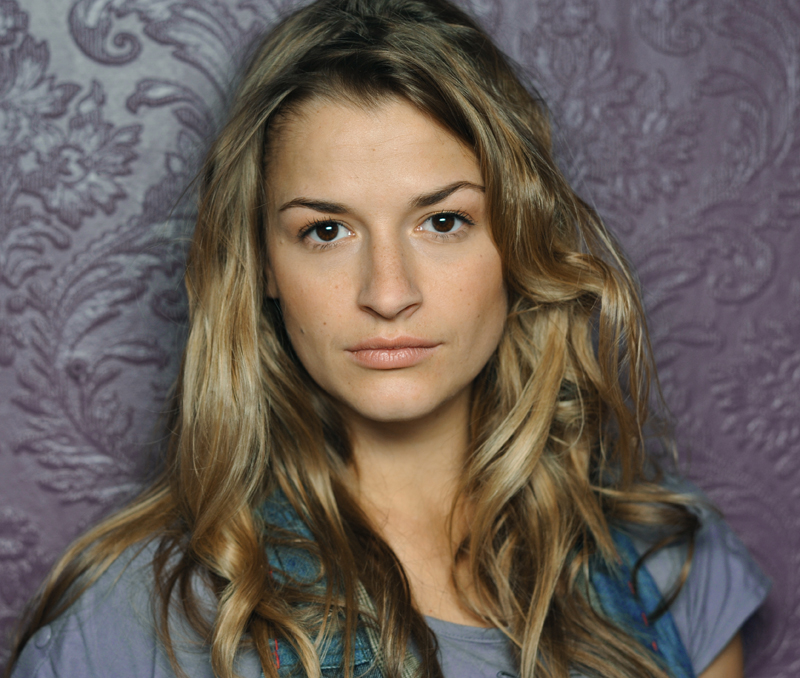
Ines Lutz (2010)

Ines Arabella Lutz (* 15. Juni 1983 in München) ist eine deutsche Schauspielerin.

## Leben und Wirken
Ines Lutz wuchs in München auf und sammelte dort während ihrer Schulzeit erste Theatererfahrungen. Ihr Abitur absolvierte sie noch 17-jährig am St. Claire’s College im britischen Oxford, wo sie als Hauptfächer Schauspiel und Theaterwissenschaften belegte. In Oxford hatte sie ersten Schauspielunterricht und nahm an einem Movie Acting Workshop teil.
Im März 2001 (Folge 798) stieg sie mit der Rolle der Franziska Brenner in die Fernsehserie Lindenstraße ein, in der sie bis November 2005 (Folge 1041) mitwirkte. In dieser Zeit studierte sie Rechtswissenschaften an der Ludwig-Maximilians-Universität München und legte 2005 das erste juristische Staatsexamen ab. Von 2006 bis 2009 studierte sie Schauspiel an der Folkwang-Hochschule in Essen und ergänzte diese Ausbildung um Kurse im englischsprechenden Ausland (Guildhall School of Music and Drama, Shakespeare and Contemporary Theatre Certificate, London 2007). Im Frühjahr 2009 kehrte sie kurzzeitig in die Lindenstraße zurück.
Von September 2011 (Folge 1377) bis September 2012 (Folge 1600) spielte sie in der ARD-Telenovela Sturm der Liebe die weibliche Protagonistin der 7. Staffel als Braumeisterin Theresa Burger. Von Januar 2013 bis März 2022 spielte sie als Anne Meierling in der Arztserie Der Bergdoktor mit. Sie wirkte als Schauspielerin vor der Kamera in bisher über 20 Film-und-Fernsehproduktionen mit.
Ines Lutz lebt in ihrer Geburtsstadt München.

## Filmografie
- 2001: Rave Macbeth
- 2001–2005, 2009: Lindenstraße (Fernsehserie, 247 Folgen)
- 2002: St. Angela (Fernsehserie, Folge: Der Preis der Liebe)
- 2003–2005: Mein Leben & Ich (Fernsehserie, 10 Folgen)
- 2004: Boris, the Diamond Catcher (Kurzfilm)
- 2009: Munich Boheme (Kurzfilm)
- 2010: Der Komödienstadel – Die Doktorfalle (Fernsehreihe)
- 2011: Der Landarzt (Fernsehserie, 4 Folgen)
- 2011–2012: Sturm der Liebe (Fernsehserie, 224 Folgen)
- 2012–2015: SOKO München (Fernsehserie, 2 Folgen, verschiedene Rollen)
- 2013–2022: Der Bergdoktor (Fernsehserie, 74 Folgen)
- 2014: Herzensbrecher – Vater von vier Söhnen (Fernsehserie, Folge: Vatergefühle)
- 2015: Weißblaue Geschichten (Fernsehserie, 1 Folge)
- 2016–2025: SOKO Leipzig (Fernsehserie, 2 Folgen, verschiedene Rollen)
- 2017: Die Bergretter (Fernsehserie, Folge: Am Abgrund)
- 2017–2024: Die Rosenheim-Cops (Fernsehserie, 2 Folgen, verschiedene Rollen)
- 2017: WaPo Bodensee (Fernsehserie, Folge: Der Fremde)
- 2018: In aller Freundschaft – Die jungen Ärzte (Fernsehserie, Folge: Der falsche Weg)
- 2018: Morden im Norden (Fernsehserie, Folge: Über den Tod hinaus)
- 2018–2019: Weingut Wader (Fernsehreihe)
- 2019: Hubert ohne Staller (Fernsehserie, Folge: Die letzte Wurscht)
- 2019–2025: Watzmann ermittelt (Fernsehserie, 48 Folgen)
- 2025: Bettys Diagnose (Fernsehserie, Folge: Lebenslügen)
- 2025: Frühling – Die Mutter, die es nie gab (Fernsehreihe)